# Evelyn Bonaci
Evelyn Bonaci, U.O.M. (* 29. November 1916 in Sliema; † 16. Dezember 2008) war eine maltesische Politikerin der Partit Laburista (Malta Labour Party (PL/MLP)), der sozialdemokratischen Partei Maltas. Neben der späteren Präsidentin Agatha Barbara war sie die zweite Frau, die 1966 nach der Unabhängigkeit einen Sitz im Parlament errang.

## Leben
Evelyn Bonaci unterstützte 1953 und 1955 ihren Ehemann Louis („Ġiġi“) bei zwei erfolglosen Kandidaturen. Zusammen mit Agatha Barbara gründete sie 1961 die Frauenabteilung der Partei. Sie war später Präsidentin der Frauenabteilung des Partei-Clubs in Birkirkara und später Mitglied des nationalen Exekutiv-Ausschusses. Albert Hyzler konnte sie 1966 zu einer Kandidatur überzeugen.
Im Jahr 1966 wurde Bonaci für den Wahlkreis 6 (Birkirkara) erstmals ins Repräsentantenhaus, dem Parlament der Republik Malta, gewählt und sie konnte ihren Sitz 1971 und 1976 in zwei weiteren Wahlperioden verteidigen. Als Bonaci im November 1981 aus dem Repräsentantenhaus ausschied, war Anne Agius Ferrante (PN) Ende 1980 als dritte Frau ins maltesische Parlament nachgerückt. Nach ihrem Abschied war sie weiterhin für ihre Partei tätig.
Evelyn Bonaci starb am 16. Dezember 2008. Ihrer Partei galt sie als vorbildliches Mitglied, das für ihren ethischen Respekt gegenüber politischen Gegnern bekannt sei.

## Familie
Bonaci war verheiratet und hatte drei Töchter und zwei Söhne, von denen einen vor ihr starb. Ihr Bruder Cikku Bonaci war von 1951 bis 1962 Abgeordneter der Wahlkreise 5 und 1 und im Kabinett Mintoff I Minister für Industrie und Handel (1955–1956).

## Auszeichnungen
Am 13. Dezember 1995 wurde Evelyn Bonaci zur ersten Offizierin (U.O.M.) des National Order of Merit ernannt.